# Egaña
Egaña ist eine Ortschaft in Uruguay.

## Geographie
Sie befindet sich im Westen Uruguays auf dem Gebiet des Departamento Soriano in dessen Sektor 8. Sie liegt nordwestlich von Risso und José Enrique Rodo. Westlich der Ortschaft entspringt der Arroyo del Corralito, während südlich der Arroyo La Lancha verläuft, dessen Quelle östlich Egañas nahe derer des Arroyo Bequeló gelegen ist.

## Einwohner
Egaña hatte bei der Volkszählung im Jahre 2004 852 Einwohner.
| Jahr | Einwohner |
| ---- | --------- |
| 1963 | 675       |
| 1975 | 673       |
| 1985 | 690       |
| 1996 | 709       |
| 2004 | 852       |

Quelle: Instituto Nacional de Estadística de Uruguay